# No Roots (Faithless)
No Roots è il quarto album del gruppo musicale britannico Faithless, pubblicato il 7 giugno 2004; l'album raggiunse direttamente la posizione n. 1 delle classifiche britanniche.
Nell'agosto 2004 venne pubblicato Everything Will Be Alright Tomorrow, con le versioni strumentali di otto brani di No Roots e un inedito, Blissy's Groove.

## Tracce

### No Roots
1. Intro (feat. Dido & LSK) – 0:28
2. Mass Destruction – 3:43
3. I Want More: Part 1 – 2:50
4. I Want More: Part 2 (feat. Nina Simone) – 3:11
5. Love Lives On My Street – 2:10
6. Bluegrass (feat. LSK) – 2:44
7. Sweep – 4:03
8. Miss U Less, See U More (feat. Pauline Taylor & LSK) – 3:41
9. No Roots (feat. Dido & LSK) – 5:23
10. Swingers – 3:48
11. Pastoral – 4:27
12. Everything Will Be Alright Tomorrow – 2:18
13. What About Love – 6:58
14. In The End – 4:31
15. Mass Destruction (P*Nut and Sister Bliss Mix) – 3:34

### Everything Will Be Alright Tomorrow
1. One – 4:49
2. Two – 4:33
3. Three – 2:30
4. Four – 2:41
5. Five – 4:37
6. Six – 2:22
7. Seven – 4:03
8. Eight – 3:05
9. Blissy's Groove – 9:28